# وینرز (فیلم)
وینرز (انگلیسی: Wieners) فیلمی در ژانر کمدی به کارگردانی مارک استلن و نویسندگی سوزان فرانسیس و گیب گریفونی است که در سال ۲۰۰۸ منتشر شد. از بازیگران این فیلم می‌توان به کینن تامسون، جنی مک‌کارتی، فران کرانتس و دارل هموند اشاره کرد. داستان این فیلم درباره سه دوست است که در یک سفر قطاری با یک روان‌شناس رو‌به‌رو می‌شوند.

## بازیگران
- کینن تامسون
- فران کرانتس
- زکری لوی
- دارل هموند
- جنی مک‌کارتی
- اندی میلوناکیس
- بلیک کلارک
- سارا درو
- ژول دیوید مور
- سارا رایت